# Inverness (ancienne circonscription fédérale)
Pour les articles homonymes, voir Inverness.
Inverness fut une circonscription électorale fédérale de Nouvelle-Écosse. La circonscription fut représentée de 1867 à 1935.
C'est l'Acte de l'Amérique du Nord britannique de 1867 qui créa la circonscription électorale d'Inverness. Abolie en 1933, elle fut fusionnée avec la circonscription de Richmond—Ouest-Cap-Breton pour former Inverness—Richmond.

## Géographie
En 1867, la circonscription d'Inverness comprenait:
- Le comté d'Inverness

## Députés
1. 1867-1872 — Hugh Cameron, Anti-confédéré
2. 1872-1882 — Samuel McDonnell, Libéral-conservateur
3. 1882-1896 — Hugh Cameron, Libéral-conservateur (2)
4. 1896-1908 — Angus McLennan, Libéral
5. 1908-1925 — Alexander W. Chisholm, Libéral
6. 1925-1935 — Isaac Duncan MacDougall, Conservateur